# ユッシ・ヤースケライネン
ユッシ・ヤースケライネン（Jussi Jääskeläinen, 1975年4月19日 - ）は、フィンランド・南サヴォ県ミッケリ出身の元サッカー選手。元フィンランド代表。ポジションはGK。

## 経歴

### クラブ
1992年、地元クラブのミッケリン・パロイリャートでプロデビュー。1996年にヴァーサン・パロセウラに移籍。1997年、活躍が認められイングランド・プレミアリーグのボルトン・ワンダラーズFCに移籍。以後10年以上にわたり正GKとして活躍した。ボルトンでは、いずれも短期間ではあったが中田英寿・西澤明訓とチームメイトだった。しかし、2011年からはボグダーン・アーダームにレギュラーを奪われるようになった。
2012年6月13日にボルトンとの契約満了により、ロバート・グリーンが退団したウェストハム・ユナイテッドFCへの移籍が決定した。
2015年8月11日、ウィガン・アスレティックFCに移籍。
2017年9月1日、ATKに移籍。
2018年1月19日、現役引退。

### 代表
フィンランド代表デビューは、1998年3月25日のマルタ戦。しかし、同時期にアンティ・ニエミがいたためにあまり出番は無かった。ニエミが代表を退いた2005年からは正GKとして活躍した。
2009年10月30日、若手に出場機会を与えるために、代表からの引退を表明した。しかしながら2010年10月12日にEURO2012の予選にてオットー・フレデリクソンの怪我による代理招集を受け入れると、ハンガリー戦に先発出場し、キャップを56に増やした。

## 所属クラブ
- MP 1992-1995
- VPS 1996-1997
- ボルトン・ワンダラーズFC 1997-2012
- ウェストハム・ユナイテッドFC 2012-2015
- ウィガン・アスレティックFC 2015-2017
- ATK 2017-2018

## 代表歴
- フィンランド代表 1998-2010
  - 代表デビュー：1998年3月25日 vs マルタ
  - 代表通算：56試合出場 0得点